# محمد شيخ
محمد شيخ (2 يوليو 1973 - ) (بالإنجليزية: Mohammed Sheikh)‏ هو لاعب كريكت بريطاني.